# Sycorax filipinae
Sycorax filipinae är en tvåvingeart som beskrevs av Quate 1965. Sycorax filipinae ingår i släktet Sycorax och familjen fjärilsmyggor.
Artens utbredningsområde är Filippinerna. Inga underarter finns listade i Catalogue of Life.